# Медісон (округ, Міссурі)
Шаблон:StateAbbr_ 37°29′ пн. ш. 90°20′ зх. д. / 37.48° пн. ш. 90.34° зх. д.
Округ Медісон (англ. Madison County) — округ (графство) у штаті Міссурі, США. Ідентифікатор округу 29123.

## Історія
Округ утворений 1818 року.

## Демографія
За даними перепису
2000 року
загальне населення округу становило 11800 осіб, зокрема міського населення було 4181, а сільського — 7619.
Серед мешканців округу чоловіків було 5656, а жінок — 6144. В окрузі було 4711 домогосподарств, 3333 родин, які мешкали в 5656 будинках.
Середній розмір родини становив 2,93.
Віковий розподіл населення поданий у таблиці:
| Стать    | До 15 років | 15-21 | 22-29 | 30-39 | 40-49 | 50-65 | 65-85 | Понад 85 |
| -------- | ----------- | ----- | ----- | ----- | ----- | ----- | ----- | -------- |
| Чоловіки | 1205        | 575   | 455   | 797   | 800   | 943   | 775   | 106      |
| Жінки    | 1149        | 545   | 510   | 804   | 867   | 1030  | 1040  | 199      |

## Суміжні округи
- Сент-Франсуа — північ
- Перрі — північний схід
- Боллінджер — схід
- Вейн — південь
- Айрон — захід

## Виноски
1. ↑  U.S. Decennial Census. United States Census Bureau. Архів оригіналу за 19 липня 2018. Процитовано 16 листопада 2014.
2. ↑  Historical Census Browser. University of Virginia Library. Архів оригіналу за 11 серпня 2012. Процитовано 16 листопада 2014.
3. ↑  Population of Counties by Decennial Census: 1900 to 1990. United States Census Bureau. Архів оригіналу за 3 грудня 2014. Процитовано 16 листопада 2014.
4. ↑  Census 2000 PHC-T-4. Ranking Tables for Counties: 1990 and 2000 (PDF). United States Census Bureau. Архів оригіналу (PDF) за 18 грудня 2014. Процитовано 16 листопада 2014.
5. ↑  State & County QuickFacts. United States Census Bureau. Архів оригіналу за 7 червня 2011. Процитовано 10 вересня 2013.(англ.) Наведено за англійською вікіпедією.
6. ↑  American FactFinder. Бюро перепису населення США. Архів оригіналу за 26 лютого 2012. Процитовано 31 січня 2008.

| США | Це незавершена стаття з географії США. Ви можете допомогти проєкту, виправивши або дописавши її. |